# Supercoppa italiana 2022 (hockey in-line)
La Supercoppa italiana 2022 è stata la 19ª edizione della omonima competizione italiana di hockey in-line disputata il 25 settembre 2022 al Quanta Sport Village di Milano.
Hanno partecipato il Milano in qualità di squadra campione d'Italia e detentore della Coppa Italia e i Diavoli Vicenza come finalista della Coppa Italia.
Il Milano Quanta vinse la partita per 6-4, aggiudicandosi per la nona volta il trofeo.

## Partecipanti
| Squadre         | Qual. | Partecipazioni precedenti (il grassetto indica la vittoria) |
| --------------- | ----- | ----------------------------------------------------------- |
| Milano          |       | 2011, 2012, 2013, 2014, 2015, 2016, 2017, 2018, 2019, 2021  |
| Diavoli Vicenza |       | 2009, 2019, 2021                                            |

## Tabellino
| Milano 25 settembre 2022, ore 17:00 UTC+1 | Milano | 6 – 4 referto | Diavoli Vicenza | Quanta Sport Village |